# Associació Caixúbia-Pomerània
L'Associació Caixúbia-Pomerània (en caixubi: Kaszëbskò-Pòmòrsczé Zrzeszenié i en polonès: Zrzeszenie Kaszubsko-Pomorskie) és una organització regional no governmental del poble caixubi, Kociewiacy i d'altra gent interessada als the regionals affairs de Caixúbia i Pomerània al nord de Polònia.
La seua seu es troba a la capital de Caixúbia, Gduńsk (Gdansk).

## Història
Aquesta associació és la successora de dues entitats, l'Associació caixúbia (en caixubi: Kaszëbsczé Zrzeszenié i en polonès: Zrzeszenie Kaszubskie) que existia d'ençà el 1956 i l'Associació de Kociewie (en polonès: Zrzeszenie Kociewskie) que s'havia creat l'any següent. Es creà aquest nom el 1964 quan les dues organitzacions van fusionar. Compta uns 5.000 membres que es reparteixen en més de setanta seccions. Ja que la gran majoria dels membres de l'Associació són caixubis, la seva feina contempla majoritàriament temàtiques caixúbies. El 2005, aquesta associació ha estat invitada a enviar alguns representants a la Commissió conjunta de les minories nacionals i ètniques instaurada pel govern polonès (en polonès: Komisja Wspólna Rządu i Mniejszości Narodowych i Etnicznych).
La Generalitat de Catalunya, més concretament el Secretari de Política Lingüística Bernat Joan, i el Conselh Generau d'Aran reberen a l'entrada del setembre del 2008 una delegació de membres de l'Associació Caixúbia-Pomerània a fi d'intercanviar experiències i d'assabentar-se del funcionament de la relació de Catalunya amb l'occità i les seves relacions amb la Val d'Aran.

## Presidents de l'Associació
- 1956-1959: Aleksander Arendt
- 1959-1971: Bernard Szczesny
- 1971-1976: Jerzy Kiedrowski
- 1976-1980: Stanislaw Pestka
- 1980-1983: Izabella Trojanowska
- 1983-1986: Szczepan Lewna
- 1986-1992: Jozef Borzyszkowski
- 1992-1994: Stanislaw Pestka
- 1994-1998: Jan Wyrowinski
- 1998-2004: Brunon Synak
- 2004-avui: Artur Jablonski